# Choi Ki-bong
Choi Ki-bong (최기봉?, 崔基奉?; 13 novembre 1958) è un allenatore di calcio ed ex calciatore sudcoreano, di ruolo difensore.